# Skis Rossignol
Skis Rossignol S.A. eller Rossignol er en fransk producent af vintersportsudstyr og overtøj. Produkterne er beregnet til alpint skiløb, snowboard og nordisk. De har hovedkvarter i Isère, Frankrig. Deres mærker inkluderer Dynastar, Look, Lange og Rossignol. Rossignol blev etableret i 1907 af Abel Rossignol.